# Przy Klasztorze (Bugaj)
Przy Klasztorze – część wsi Bugaj w Polsce, położona w województwie małopolskim, w powiecie wadowickim, w gminie Kalwaria Zebrzydowska.
W latach 1975–1998 Przy Klasztorze należało administracyjnie do województwa bielskiego.